# Tellina cadieni
Tellina cadieni is een tweekleppigensoort uit de familie van de Tellinidae. De wetenschappelijke naam van de soort is voor het eerst geldig gepubliceerd in 2000 door Valentich-Scott & Coan.